# Dynamo Dresden
Sportgemeinschaft Dynamo Dresden e. V., kortweg Dynamo Dresden, is een Duitse voetbalclub uit Dresden.

## Geschiedenis

### Politievereniging
De stad Dresden speelde een aanzienlijke rol in het Duitse voetbal voor en tijdens de Tweede Wereldoorlog. Zo was het lokale team Dresdner SC landskampioen in 1943 en 1944. De geallieerde ontbonden organisaties in heel Duitsland, inclusief sportverenigingen zoals Dresdner.
Dresden had een nieuwe ideologisch veilige vertegenwoordiger in de DDR-Oberliga nodig. Deze plaats werd in 1950 geboden aan de SV Deutsche Volkspolizei Dresden. De club was aanvankelijk opgericht als SV Volkspolizei Dresden in 1948, maar het hoofd van de Volkspolizei vereiste dat alle aan de Polizei gelieerde sportorganisaties binnen een organisatie zouden vallen. Daardoor werd SV Volkspolizei Dresden onderdeel van de SV Deutsche Volkspolizei en omgedoopt tot de SV Deutsche Volkspoilzei Dresden.
De nieuwe sportorganisatie SV Dynamo werd opgericht op 27 maart 1953. SV Deutsche Volkspolizei Dresden voegde zich op 12 april 1953 bij deze club die vanaf dat moment verder ging als Dynamo Dresden. De officiële oprichtingsdatum van de huidige club is om die reden 12 april 1953. Kort daarna werd het eerste kampioenschap gevierd. Het vroege succes bleek echter de ondergang van de club. Het team werd in november 1954 naar Berlijn verplaatst om te gaan spelen voor de nieuwe sportclub SV Dynamo Berlin in de DDR-Oberliga. De rest van Dynamo Dresden moest zich hergroeperen in de DDR-Liga, waarin het de plaats, de punten en doelpunten overnam van de ontbonden SC DHFK Leipzig. De verhuizing was bedoeld om de hoofdstad te voorzien van een competitief team dat kon wedijveren met Hertha BSC, Blau-Weiß 1890 Berlin en Tennis Borussia Berlin, die nog steeds populair waren in Oost-Berlijn en voetbalfans naar West-Berlijn trokken.

### Wederopstanding
Dynamo Dresden bleef achter met een team bestaande uit jeugd- en reservespelers en zakte af naar het vierde niveau. Het duurde tot 1962 voordat het weer terug was in de DDR-Oberliga. In de jaren die volgde promoveerde en degradeerde het team meerdere malen, maar van 1969 tot het opheffen van de Oberliga in 1991 bleven ze actief op dat niveau.
Gedurende de jaren zeventig vestigde Dynamo Dresden haar naam als een van de topclubs in het Oost-Duitse voetbal. Ze wonnen vijf titels (1971, 1973, 1976, 1977 en 1978) en twee bekers (1971 en 1977). Het streed met Magdeburg om de dominantie in de competitie en werd de meest populaire club van het land. Zo trokken ze geregeld 25.000 toeschouwers per wedstrijd, ruim drie keer zoveel als andere clubs in de competitie. Ook in het Europese voetbal liet Dynamo zich in die jaren gelden door onder andere Porto, Juventus en Benfica eens te verslaan. Het was in deze tijd dat de club voor het eerst een West-Duitse voetbalclub tegenkwam. Ze werden in het seizoen 1973/74 uitgeschakeld door Bayern München in de strijd om de Europacup I.
Dynamo Dresden zette haar reguliere deelname aan de Europese clubcompetities voort in de jaren tachtig. De laatste deelname aan Europees voetbal dateert tot op heden nog van het seizoen 1990/91. Hierin werd het uitgeschakeld door de latere winnaars van het toernooi Rode Ster Belgrado. In de terugwedstrijd van de onderlinge confrontatie zorgden rellende fans van Dynamo Dresden voor uitsluiting van Europees voetbal in het volgende seizoen.
In 1988/89 werd er nog een kampioenschap gewonnen door BFC Dynamo te verslaan en zo hun tienjarige reeks aan kampioenschappen te stoppen. De titel werd gevierd met een 5-0 overwinning op 1. FC Union Berlin onder toeziend oog van 27.000 toeschouwers in het Dynamo Stadion. Ook het daaropvolgende seizoen werd er beslag gelegd op de titel. Daarnaast werd de beker gewonnen, wat zorgde voor de Dubbel.
Na de val van de Berlijnse Muur en de ophandezijnde Duitse hereniging besloten verschillende spelers van Oost-Duitse voetbalclubs naar het Westen te trekken. Zo vertrokken Ulf Kirsten en Matthias Sammer bij Dynamo Dresden in de zomer van 1990. De DDR-Oberliga werd hernoemd tot NOFV-Oberliga in het laatste jaar van haar bestaan. Deze competitie zou bepalen welke voetbalteams zouden instromen in de Bundesliga. Dynamo Dresden eindigde als tweede, achter Hansa Rostock, wat recht gaf op deelname aan de Bundesliga.

### Bundesliga
De goede prestaties die de club in het Oost-Duitse voetbal bewerkstelligde, wist ze niet voort te zetten in de Bundesliga. De club had het zowel financieel als sportief lastig en verkeerde vier seizoenen lang in degradatienood. Haar hoogste klassering haalde de club in 1993/94 (13e), maar een jaar later viel het doek. Dynamo Dresden eindigde als laatste en degradeerde. Door schulden raakte de club tot overmaat van ramp ook haar licentie nog kwijt, waardoor ze moest aantreden in de Regionalliga. De voorzitter van de club, Rolf-Jürgen Otto, werd veroordeeld tot een gevangenisstraf vanwege het verduisteren van geld.

### Heen en weer
Dynamo Dresden probeerde zich in de Regionalliga te herpakken, maar wist geen serieuze deelnemer te worden aan de strijd om promotie. Door een hervorming van de competitie moest Dynamo bij de eerste zeven eindigen om zich te handhaven op het niveau. Toen de club op een elfde plaats stond, werd er ingegrepen en werd Cor Pot aangesteld als hoofdtrainer van de club. Pot wist orde op zaken te stellen, maar dit mocht niet meer baten. De club eindigde als achtste en zakte verder af naar de Oberliga. Inmiddels was Dynamo Dresden in eigen stad ook voorbijgestreefd door het heropgerichte Dresdner SC, dat als tweede eindigde in de Regionalliga.
De moordende concurrentie in de Oberliga, met onder andere VfB Leipzig, Magdeburg en Zwickau, zorgde ervoor dat de club niet direct kon terugkeren. In het nieuwe seizoen werd er een nieuwe hoofdtrainer aangesteld, die de club naar de titel leidde en zich via de play-offs wist te plaatsen voor de Regionalliga.
Bij haar terugkeer op dat niveau eindigde de ploeg als zevende op de ranglijst. Het jaar daarop werd opnieuw promotie afgedwongen door als tweede te eindigen achter Rot-Weiss Essen. Dynamo's avontuur in de 2. Bundesliga begon hoopvol, maar halverwege het seizoen werd al weer duidelijk dat het tegen degradatie zou moeten strijden. In de tweede seizoenshelft werd dit succesvol voorkomen en eindigde Dynamo Dresden uiteindelijk als achtste. Het seizoen 2005/06 verliep op eenzelfde manier, alleen ditmaal wist de club degradatie niet te ontlopen.
Hierdoor keerde Dynamo weer terug in de Regionalliga. Na afloop van het seizoen 2007/08 zou de competitie wederom opnieuw worden ingericht, waardoor Dynamo Dresden in de top tien zou moeten eindigen voor deelname aan de nieuw gevormde 3. Liga. Tijdens de laatste speelronde van de competitie werd promotie veiliggesteld. Ruud Kaiser werd aangesteld als hoofdtrainer van de club, maar moest ruim een jaar later plaats maken omdat de club in degradatienood verkeerde. Zijn opvolger Matthias Maucksch wist de club in de 3. Liga te houden. Maucksch leidde Dynamo Dresden ook naar play-offplaatsen op de ranglijst in het daaropvolgende seizoen, maar moest in april het veld ruimen nadat er vijf wedstrijden op rij niet waren gewonnen. Ralf Loose, die hem opvolgde, begeleidde Dynamo Dresden via de play-offs terug naar de 2. Bundesliga door VfL Osnabrück in totaal met 4-2 te verslaan.
Hierin was de club bezig aan een stabiel seizoen, waarin het niet in degradatiegevaar kwam. Na een memorabele wedstrijd tegen Bayer Leverkusen in de strijd om de DFB-Pokal van 2011/12 werd Dynamo uitgesloten van deelname aan het bekertoernooi in het daaropvolgende seizoen. Dit wegens wangedrag van de eigen fans. De commissie van beroep van de DFB handhaafde de schorsing wegens het aanhoudende misdragingen van Dynamo-supporters. Dynamo-hooligans hadden eind oktober 2012 huis gehouden rond het duel met Hannover 96. Ondanks de inzet van duizend politieagenten kwam het tot ernstige ongeregeldheden. Daarbij vielen negen gewonden en werden 21 arrestaties verricht. De fans van Dynamo Dresden stonden in het verleden te boek als (extreem)-rechts en hebben mede daardoor een zeer beladen rivaliteit met het Hamburgse St. Pauli, een club met een extreem linkse aanhang.
Na twee seizoenen degradeerde de club terug naar de 3. Liga. De slotwedstrijd tegen degradatieconcurrent Arminia Bielefeld ging met 2-3 verloren, waardoor Arminia het ticket greep voor de promotie-degradatiewedstrijden, en Dynamo direct degradeerde.
Onder de nieuwe hoofdtrainer Stefan Böger werd de selectie compleet vernieuwd met als doelstelling direct terug te keren in de 2. Bundesliga. In het bekertoernooi van 2014/15 zorgde Dresden voor een verrassing door Bundesliga-club Schalke 04 uit te schakelen. Ook de tweede ronde werd overleefd door Bochum opzij te zetten. Uiteindelijk werd Dynamo uitgeschakeld door Borussia Dortmund. In de competitie eindigde het dat seizoen als zesde. Met hoofdtrainer Uwe Neuhaus aan het roer had Dynamo een uiterst succesvol seizoen en keerde het in april 2016 officieel terug in de 2. Bundesliga.
Dynamo Dresden wist vier seizoenen actief te blijven in de 2. Bundesliga. Het eindigde achtereenvolgens als vijfde, veertiende en twaalfde voordat het uiteindelijk als achttiende weer afzakte naar de 3. Liga. Hierin werd het echter direct weer kampioen, waardoor deelname aan de 2. Bundesliga in 2021/22 werd veiliggesteld. Ditmaal bleef de club maar een seizoen actief op dit niveau. Terug in de 3. Liga kwam Dynamo Dresden in het seizoen 2022/23 niet verder dan de zesde plaats op de ranglijst, waardoor het zowel naast directe promotie als play-off deelname greep.

## Erelijst

### Nationaal
- Landskampioen DDR (8x): 1952/53, 1970/71, 1972/73, 1975/76, 1976/77, 1977/78, 1988/89, 1989/90
- Bekerwinnaar DDR (7x): 1951/52, 1970/71, 1976/77, 1981/82, 1983/84, 1984/85, 1989/90
- 3. Liga (2x): 2016/17, 2020/21

### Regionaal
- Sachsenpokal (3x): 2002/03, 2006/07, 2008/09

## Stadion
Dynamo Dresden speelt haar thuiswedstrijden in het Rudolf-Harbig-Stadion dat in 1923 werd geopend. De originele capaciteit van het stadion was 24.000, maar na herbouw in de jaren negentig en een modernisering tussen juni 2007 en december 2009 huisvest het huidige stadion 32.123 toeschouwers. Het gemoderniseerde stadion werd op 15 september 2009 geopend door middel van een vriendschappelijke wedstrijd tegen Schalke 04.

## Overzichtslijsten
Tot 1991 speelde de club in de Oost-Duitse competitie 
| Niveau | Aantal | Periode (1951-2026)                                                                               |
| ------ | ------ | ------------------------------------------------------------------------------------------------- |
| I      | 34     | 1951-1954, 1962-1963, 1964-1968, 1969-1995                                                        |
| II     | 17     | 1954-1955, 1959-1960, 1963-1964, 1968-1969, 2004-2006, 2011-2014, 2016-2020, 2021-2022, 2025-.... |
| III    | 21     | 1955-1956, 1958, 1995-2000, 2002-2004, 2006-2011, 2014-2016, 2020-2021, 2022-2025                 |
| IV     | 3      | 1957, 2000-2002                                                                                   |

### Eindklasseringen vanaf 1964
- 1964 1e
DDR-Liga
- 1965 10e
DDR-Oberliga
- 1966 5e
DDR-Oberliga
- 1967 4e
DDR-Oberliga
- 1968 13e
DDR-Oberliga
- 1969 1e
DDR-Liga
- 1970 3e
DDR-Oberliga
- 1971 1e
DDR-Oberliga
- 1972 3e
DDR-Oberliga
- 1973 1e
DDR-Oberliga
- 1974 3e
DDR-Oberliga
- 1975 3e
DDR-Oberliga
- 1976 1e
DDR-Oberliga
- 1977 1e
DDR-Oberliga
- 1978 1e
DDR-Oberliga
- 1979 2e
DDR-Oberliga
- 1980 2e
DDR-Oberliga
- 1981 4e
DDR-Oberliga
- 1982 2e
DDR-Oberliga
- 1983 7e
DDR-Oberliga
- 1984 2e
DDR-Oberliga
- 1985 2e
DDR-Oberliga
- 1986 6e
DDR-Oberliga
- 1987 2e
DDR-Oberliga
- 1988 3e
DDR-Oberliga
- 1989 1e
DDR-Oberliga
- 1990 1e
DDR-Oberliga
- 1991 2e
DDR-Oberliga
- 1992 14e
Bundesliga
- 1993 15e
Bundesliga
- 1994 13e
Bundesliga
- 1995 18e
Bundesliga
- 1996 4e
Regionalliga
- 1997 7e
Regionalliga
- 1998 2e
Regionalliga
- 1999 11e
Regionalliga
- 2000 8e
Regionalliga
- 2001 5e
Oberliga
- 2002 1e
Oberliga
- 2003 7e
Regionalliga
- 2004 2e
Regionalliga
- 2005 9e
2. Bundesliga
- 2006 16e
2. Bundesliga
- 2007 7e
Regionalliga
- 2008 8e
Regionalliga
- 2009 9e
3. Liga
- 2010 12e
3. Liga
- 2011 3e
3. Liga
- 2012 9e
2. Bundesliga
- 2013 16e
2. Bundesliga
- 2014 17e
2. Bundesliga
- 2015 6e
3. Liga
- 2016 1e
3. Liga
- 2017 5e
2. Bundesliga
- 2018 13e
2. Bundesliga
- 2019 12e
2. Bundesliga
- 2020 18e
2. Bundesliga
- 2021 1e
3. Liga
- 2022 16e
2. Bundesliga
- 2023 6e
3. Liga
- 2024 4e
3. Liga
- 2025 2e
3. Liga

- Niveau 1 (DDR)
- Niveau 2 (DDR)
- Niveau 1
- Niveau 2
- Niveau 3
- Niveau 4

| Legenda niveautijdlijn | Legenda niveautijdlijn      | Legenda niveautijdlijn      | Legenda niveautijdlijn      | Legenda niveautijdlijn    | Legenda niveautijdlijn |
| Liga                   | Seizoen 1963/64 t/m 1973/74 | Seizoen 1974/75 t/m 1993/94 | Seizoen 1994/95 t/m 2007/08 | Seizoen 2008/09 tot heden | Opmerking              |
| ---------------------- | --------------------------- | --------------------------- | --------------------------- | ------------------------- | ---------------------- |
| Bundesliga             | Niveau I                    | Niveau I                    | Niveau I                    | Niveau I                  |                        |
| 2. Bundesliga          | --                          | Niveau II                   | Niveau II                   | Niveau II                 |                        |
| 3. Liga                | --                          | --                          | --                          | Niveau III                |                        |
| Regionalliga           | Niveau II                   | --                          | Niveau III                  | Niveau IV                 |                        |
| Oberliga               | --                          | Niveau III *                | Niveau IV                   | Niveau V                  | * vanaf 1978/79        |

### Seizoensresultaten
| Seizoen | Klasse | Klasse | Klasse | Klasse | Klasse | Reeks                | DFB-Pokal    | Topscorer                           | Trainer |
|         | I      | II     | III    | IV     | V      |                      | FDGB-Pokal   |                                     | |
| ------- | ------ | ------ | ------ | ------ | ------ | -------------------- | ------------ | ----------------------------------- | --- |
| 1954/55 |        | 10     |        |        |        | DDR-Liga             |              |                                     | |
| 1955    |        |        | 4      |        |        | II. DDR-Liga         |              |                                     | |
| 1956    |        |        | 13     |        |        | II. DDR-Liga         |              |                                     | Heinz Werner (1/1-30/6) / Rolf Kukowitsch (1/7-31/12)                                                      |
| 1957    |        |        |        | 1      |        | Bezirksliga Dresden  |              |                                     | Helmut Petzold                                                                                             |
| 1958    |        |        | 1      |        |        | II. DDR-Liga         |              |                                     | Helmut Petzold                                                                                             |
| 1959    |        | 7      |        |        |        | DDR-Liga             |              |                                     | Helmut Petzold                                                                                             |
| 1960    |        | 3      |        |        |        | DDR-Liga             | 2e ronde     |                                     | Helmut Petzold                                                                                             |
| 1961/62 |        | 1      |        |        |        | DDR-Liga             | 1e ronde     |                                     | Helmut Petzold                                                                                             |
| 1962/63 | 13     |        |        |        |        | DDR-Oberliga         | 3e ronde     | Dieter Legler (7)                   | Helmut Petzold                                                                                             |
| 1963/64 |        | 1      |        |        |        | DDR Liga-Süd         | 2e ronde     | Steffen Engelmohr (11)              | Helmut Petzold                                                                                             |
| 1964/65 | 10     |        |        |        |        | DDR-Oberliga         | 2e ronde     | Siegfried Kumz (8)                  | Helmut Petzold                                                                                             |
| 1965/66 | 5      |        |        |        |        | DDR-Oberliga         | 8e finale    | Klaus Engels (8)                    | Helmut Petzold                                                                                             |
| 1966/67 | 4      |        |        |        |        | DDR-Oberliga         | kwartfinale  | Hans-Jügen Kreische (8)             | Manfred Fuchs                                                                                              |
| 1967/68 | 13     |        |        |        |        | DDR-Oberliga         | kwartfinale  | Bernd Hofmann (7)                   | Manfred Fuchs (tot 9/3) / Kurt Kresse                                                                      |
| 1968/69 |        | 1      |        |        |        | DDR-Liga Süd         | kwartfinale  | Hans-Jügen Kreische (16)            | Kurt Kresse                                                                                                |
| 1969/70 | 3      |        |        |        |        | DDR-Oberliga         | kwartfinale  | Hans-Jügen Kreische (6)             | Walter Fritsch                                                                                             |
| 1970/71 | 1      |        |        |        |        | DDR-Oberliga         | Winnaar      | Hans-Jügen Kreische (17)            | Walter Fritsch                                                                                             |
| 1971/72 | 3      |        |        |        |        | DDR-Oberliga         | Finale       | Hans-Jügen Kreische (14)            | Walter Fritsch                                                                                             |
| 1972/73 | 1      |        |        |        |        | DDR-Oberliga         | kwartfinale  | Hans-Jügen Kreische (26)            | Walter Fritsch                                                                                             |
| 1973/74 | 3      |        |        |        |        | DDR-Oberliga         | Finale       | Peter Kotte (11)                    | Walter Fritsch                                                                                             |
| 1974/75 | 3      |        |        |        |        | DDR-Oberliga         | Finale       | Rainer Sachse (7)                   | Walter Fritsch                                                                                             |
| 1975/76 | 1      |        |        |        |        | DDR-Oberliga         | halve finale | Hans-Jügen Kreische (24)            | Walter Fritsch                                                                                             |
| 1976/77 | 1      |        |        |        |        | DDR-Oberliga         | Winnaar      | Hans-Jügen Kreische (13)            | Walter Fritsch                                                                                             |
| 1977/78 | 1      |        |        |        |        | DDR-Oberliga         | Finale       | Peter Kotte (11)                    | Walter Fritsch                                                                                             |
| 1978/79 | 2      |        |        |        |        | DDR-Oberliga         | halve finale | Dieter Riedel (9)                   | Gerhard Prautsch                                                                                           |
| 1979/80 | 2      |        |        |        |        | DDR-Oberliga         | halve finale | Gerd Weber (16)                     | Gerhard Prautsch                                                                                           |
| 1980/81 | 4      |        |        |        |        | DDR-Oberliga         | halve finale | Peter Kotte / Andreas Trautmann (7) | Gerhard Prautsch                                                                                           |
| 1981/82 | 2      |        |        |        |        | DDR-Oberliga         | Winnaar      | Ralf Minge (14)                     | Gerhard Prautsch                                                                                           |
| 1982/83 | 7      |        |        |        |        | DDR-Oberliga         | halve finale | Ralf Minge (17)                     | Gerhard Prautsch                                                                                           |
| 1983/84 | 2      |        |        |        |        | DDR-Oberliga         | Winnaar'     | Ralf Minge (17)                     | Klaus Sammer                                                                                               |
| 1984/85 | 2      |        |        |        |        | DDR-Oberliga         | Winnaar      | Torsten Gütschow (17)               | Klaus Sammer                                                                                               |
| 1985/86 | 6      |        |        |        |        | DDR-Oberliga         | halve finale | Ralf Minge (9)                      | Klaus Sammer                                                                                               |
| 1986/87 | 2      |        |        |        |        | DDR-Oberliga         | kwartfinale  | Ralf Minge (14)                     | Eduard Geyer                                                                                               |
| 1987/88 | 3      |        |        |        |        | DDR-Oberliga         | kwartfinale  | Torsten Gütschow (9)                | Eduard Geyer                                                                                               |
| 1988/89 | 1      |        |        |        |        | DDR-Oberliga         | 8e finale    | Torsten Gütschow (17)               | Eduard Geyer                                                                                               |
| 1989/90 | 1      |        |        |        |        | DDR-Oberliga         | Winnaar      | Torsten Gütschow (18)               | Eduard Geyer (tot 3-4-1990) / Reinhard Häfner                                                              |
| 1990/91 | 2      |        |        |        |        | NOFV Oberliga        | 8e finale    | Torsten Gütschow (20)               | Reinhard Häfner                                                                                            |
| 1991/92 | 14     |        |        |        |        | Bundesliga           | 8e finale    | Torsten Gütschow (10)               | Helmut Scholte                                                                                             |
| 1992/93 | 15     |        |        |        |        | Bundesliga           | 2e ronde     | Uwe Jähnig (5)                      | Klaus Sammer                                                                                               |
| 1993/94 | 13     |        |        |        |        | Bundesliga           | halve finale | Olaf Marschall (11)                 | Sigfried Held                                                                                              |
| 1994/95 | 18     |        |        |        |        | Bundesliga           | 8e finale    | Johny Ekström (7)                   | Sigfried Held (tot 22-11-1994) / Horst Hrubesch (tot 24-2-1995) / Ralf Minge                               |
| 1995/96 |        |        | 4      |        |        | Regionalliga Nordost |              | Igor Lazić (15)                     | Hans-Jürgen Kreische (tot 15-4-1996) / Udo Schmuck                                                         |
| 1996/97 |        |        | 7      |        |        | Regionalliga Nordost |              | Torsten Gütschow (12)               | Udo Schmuck (tot 23-9-1996) / Hartmut Schade                                                               |
| 1997/98 |        |        | 2      |        |        | Regionalliga Nordost |              | Torsten Gütschow (16)               | Hartmut Schade (tot 31-3-1998) / Werner Voigt                                                              |
| 1998/99 |        |        | 11     |        |        | Regionalliga Nordost |              | Nico Patschinski (12)               | Werner Voigt (tot 7-12-1998) / Damian Halata (tot 1-2-1999) / Rolf Schafstall (tot 30-3-1999) / Colin Bell |
| 1999/00 |        |        | 8      |        |        | Regionalliga Nordost |              | Rico Hanke (8)                      | Colin Bell (tot 8-3-2000) / Cor Pot                                                                        |
| 2000/01 |        |        |        | 5      |        | Oberliga Nordost     |              | Vladimir Manislavić (11)            | Cor Pot (tot 15-3-2001) / Meinhard Hemp                                                                    |
| 2001/02 |        |        |        | 1      |        | Oberliga Nordost     |              | Denis Kozlov (17)                   | Christoph Franke                                                                                           |
| 2002/03 |        |        | 7      |        |        | Regionalliga Nord    |              | Thomas Neubert (8)                  | Christoph Franke                                                                                           |
| 2003/04 |        |        | 2      |        |        | Regionalliga Nord    | 1e ronde     | Maik Wagefeld (10)                  | Christoph Franke                                                                                           |
| 2004/05 |        | 8      |        |        |        | 2. Bundesliga        | 1e ronde     | Klemen Lavrič (18)                  | |
| 2005/06 |        | 15     |        |        |        | 2. Bundesliga        | 2e ronde     | Joshua Kennedy (7)                  | Christoph Franke (tot 15-12-2005) / Sven Köhler (tot 27-12-2005) / Peter Pacult                            |
| 2006/07 |        |        | 7      |        |        | Regionalliga Nord    | 1e ronde     | Alexander Ludwig (11)               | Peter Pacult (tot 3-9-2006) / Norbert Maier (v.a. 11-9-2006)                                               |
| 2007/08 |        |        | 8      |        |        | Regionalliga Nord    | 1e ronde     | Thomas Bröker (10)                  | Norbert Maier (tot 24-9-2007) / Eduard Geyer                                                               |
| 2008/09 |        |        | 9      |        |        | 3. Liga              | --           | Halil Savran (14)                   | Ruud Kaiser                                                                                                |
| 2009/10 |        |        | 12     |        |        | 3. Liga              | 1e ronde     | Halil Savran (12)                   | Ruud Kaiser (tot 4-10-2009) / Matthias Mauksch                                                             |
| 2010/11 |        |        | 3      |        |        | 3. Liga              | --           | Alexander Esswein (17)              | Matthias Mauksch (tot 12-4-2011) / Ralf Loose                                                              |
| 2011/12 |        | 9      |        |        |        | 2. Bundesliga        | 2e ronde     | Zlatko Dedič (13)                   | Ralf Loose                                                                                                 |
| 2012/13 |        | 16     |        |        |        | 2. Bundesliga        | 2e ronde     | Mickaël Poté                        | Ralf Loose (tot 8-12-2012) / Peter Pacult                                                                  |
| 2013/14 |        | 17     |        |        |        | 2. Bundesliga        | --           | Mohamed Aoudia / Zlatko Dedič (6)   | Peter Pacult (tot 18-8-2013) / Olaf Janßen (v.a. 4-9-2013)                                                 |
| 2014/15 |        |        | 6      |        |        | 3. Liga              | 8e finale    | Justin Eilers (19)                  | Stefan Böger (tot 16-2-2015)/ Peter Németh                                                                 |
| 2015/16 |        |        | 1      |        |        | 3. Liga              | --           | Justin Eilers (23)                  | Uwe Neuhaus                                                                                                |
| 2016/17 |        | 5      |        |        |        | 2. Bundesliga        | 2e ronde     | Stefan Kutschke (16)                | Uwe Neuhaus                                                                                                |
| 2017/18 |        | 14     |        |        |        | 2. Bundesliga        | 2e ronde     | Lucas Röser (9)                     | Uwe Neuhaus                                                                                                |
| 2018/19 |        | 12     |        |        |        | 2. Bundesliga        | 1e ronde     | Moussa Koné (9)                     | Uwe Neuhaus (tot 22-8-2018) / Maik Walpurgis (tot 23-2-2019) / Crístían Fiél                               |
| 2019/20 |        | 18     |        |        |        | 2. Bundesliga        | 2e ronde     | Moussa Koné (6)                     | Crístían Fiél (tot 2-12-2019) / Markus Kauczinski                                                          |
| 2020/21 |        |        | 1      |        |        | 3. Liga              | 2e ronde     | Christopf Daferner (12)             | Markus Kauczinski (tot 24-04-2021) / Alexander Schmidt                                                     |
| 2021/22 |        | 16     |        |        |        | 2. Bundesliga        | 2e ronde     | Christopf Daferner (13)             | Alexander Schmidt (tot 28-2-2022) / Guerino Capretti                                                       |
| 2022/23 |        |        | 6      |        |        | 3. Liga              | 1e ronde     | Ahmet Metin Arslan (25)             | Markus Anfang                                                                                              |
| 2023/24 |        |        | 4      |        |        | 3. Liga              | --           | Stefan Kutschke (13)                | Markus Anfang/Heiko Scholz                                                                                 |
| 2024/25 |        |        | 2      |        |        | 3. Liga              | 2e ronde     |                                     | Thomas Stamm                                                                                               |
| 2025/26 |        | ..     |        |        |        | 2. Bundesliga        | 1e ronde     |                                     | Thomas Stamm                                                                                               |

### Dynamo Dresden in Europa
Dynamo Dresden speelt sinds 1967 20 keer in diverse Europese competities. Hieronder staan de competities en in welke seizoenen de club deelnam:
- Europacup I (7x)

1971/72, 1973/74, 1976/77, 1977/78, 1978/79, 1989/90, 1990/91
- Europacup II (3x)

1982/83, 1984/85, 1985/86
- UEFA Cup (8x)

1972/73, 1974/75, 1975/76, 1979/80, 1980/81, 1981/82, 1987/88, 1988/89
- Jaarbeursstedenbeker (2x)

1967/68, 1970/71
Bijzonderheden Europese competities:
| Bijzonderheid                 | Datum      | Tegenstander        | Uitslag | Plaats  | Naam               | Aantal |
| ----------------------------- | ---------- | ------------------- | ------- | ------- | ------------------ | ------ |
| Hoogste overwinning           | 30-09-1970 | FK Partizan         | 6-0     | Dresden |                    |        |
| Hoogste overwinning           | 01-11-1978 | Bohemians Dublin FC | 6-0     | Dresden |                    |        |
| Hoogste nederlaag             | 20-03-1985 | Rapid Wien          | 0-5     | Wenen   |                    |        |
| Speler met meeste wedstrijden | 19-03-1986 |                     |         |         | Hans-Jürgen Dörner | 59     |
| Speler met meeste doelpunten  | 21-10-1981 |                     |         |         | Gert Heidler       | 14     |

## Records & Statistieken
Top-5 meest gespeelde wedstrijden
| Nr. | Land      | Naam                | Positie      | Periode               | Aantal |
| --- | --------- | ------------------- | ------------ | --------------------- | ------ |
| 1.  | Duitsland | Torsten Gütschow    | Aanvaller    | 1980-1992 / 1996-1999 | 378    |
| 2.  | Duitsland | Hans-Uwe Pilz       | Middenvelder | 1982-1995             | 349    |
| 3.  | Duitsland | Andreas Trautmann   | Middenvelder | 1977-1990 / 1991-1992 | 322    |
| 4.  | Duitsland | Reinhard Häfner†    | Middenvelder | 1971-1988             | 320    |
| 5.  | Duitsland | Hans-Jürgen Dörner† | Verdediger   | 1968-1986             | 310    |

Top-5 Doelpuntenmakers
| Nr. | Land      | Naam              | Periode               | Aantal |
| --- | --------- | ----------------- | --------------------- | ------ |
| 1.  | Duitsland | Torsten Gütschow  | 1980-1992 / 1996-1999 | 169    |
| 2.  | Duitsland | Ralf Minge        | 1980-1991             | 120    |
| 3.  | Duitsland | Günter Schröter†  | 1950-1954             | 76     |
| 4.  | Duitsland | Ulf Kirsten       | 1983-1990             | 68     |
| 5.  | Duitsland | Andreas Trautmann | 1977-1990 / 1991-1992 | 57     |

stand: 02-08-2025

## Bekende (oud-)Dynamos

### Spelers
- Jørn Andersen
- Hans-Jürgen Dörner
- Dario Đumić
- Alexander Esswein
- Frank Ganzera
- Vincenzo Grifo
- Torsten Gütschow
- Reinhard Häfner
- Brian Hamalainen
- Gert Heidler
- Ulf Kirsten
- Hans-Jürgen Kreische
- Andrzej Lesiak
- Ralf Minge
- Matthias Müller
- René Müller
- Dieter Riedel
- Uwe Rösler
- Klaus Sammer
- Matthias Sammer
- Hartmut Schade
- Udo Schmuck
- Andreas Trautmann
- Siegmar Wätzlich

#### Internationals
De navolgende voetballers kwamen als speler van Dynamo Dresden uit voor een Europees vertegenwoordigend A-elftal. Tot op heden is Hans-Jürgen Dörner degene met de meeste interlands achter zijn naam. Hij kwam als speler van Dynamo Dresden in totaal 100 keer uit voor het Oost-Duitse nationale elftal.
| Naam                   | Van        | Tot        | Totaal | Nationaal elftal               |
| ---------------------- | ---------- | ---------- | ------ | ------------------------------ |
| Ralf Hauptmann         | 22.03.1989 | 17.05.1990 | 4      | Duitse Democratische Republiek |
| Andreas Wagenhaus      | 24.01.1990 | 12.09.1990 | 3      | Duitse Democratische Republiek |
| Jörg Stübner           | 17.11.1984 | 12.09.1990 | 47     | Duitse Democratische Republiek |
| Reinhard Hafner        | 18.09.1971 | 12.09.1984 | 58     | Duitse Democratische Republiek |
| Martin Stocklasa       | 16.08.2006 | 30.05.2008 | 16     | Liechtenstein                  |
| Torsten Gütschow       | 15.02.1984 | 22.03.1989 | 3      | Duitse Democratische Republiek |
| Matthias Maucksch      | 24.01.1990 | 24.01.1990 | 1      | Duitse Democratische Republiek |
| Frank Lieberam         | 26.04.1989 | 26.04.1989 | 1      | Duitse Democratische Republiek |
| Johannes Matzen        | 26.09.1954 | 26.09.1954 | 1      | Duitse Democratische Republiek |
| Ulf Kirsten            | 08.05.1985 | 17.05.1990 | 49     | Duitse Democratische Republiek |
| Markus Palionis        | 19.11.2008 | 19.11.2008 | 1      | Litouwen                       |
| Herbert Maschke        | 12.08.1959 | 16.09.1962 | 7      | Duitse Democratische Republiek |
| Klemen Lavrič          | 08.09.2004 | 04.06.2005 | 3      | Slovenië                       |
| Frank Ganzera          | 08.12.1969 | 27.05.1973 | 13     | Duitse Democratische Republiek |
| Günter Schröter        | 14.06.1953 | 24.10.1954 | 4      | Duitse Democratische Republiek |
| Gerd Weber             | 03.09.1975 | 19.11.1980 | 35     | Duitse Democratische Republiek |
| Detlef Schößler        | 25.10.1989 | 12.09.1990 | 3      | Duitse Democratische Republiek |
| Heiko Scholz           | 12.09.1990 | 12.09.1990 | 1      | Duitse Democratische Republiek |
| Ronny Teuber           | 26.01.1990 | 26.01.1990 | 1      | Duitse Democratische Republiek |
| Udo Schmuck            | 27.10.1976 | 19.05.1981 | 7      | Duitse Democratische Republiek |
| Herbert Schoen         | 14.06.1953 | 22.07.1956 | 4      | Duitse Democratische Republiek |
| Andreas Trautmann      | 10.02.1983 | 20.05.1989 | 14     | Duitse Democratische Republiek |
| Hans-Jürgen Kreische   | 02.02.1968 | 31.07.1975 | 50     | Duitse Democratische Republiek |
| Siegmar Wätzlich       | 28.08.1972 | 05.06.1975 | 24     | Duitse Democratische Republiek |
| Hartmut Schade         | 12.10.1975 | 13.02.1980 | 31     | Duitse Democratische Republiek |
| Matthias Sammer        | 19.11.1986 | 25.04.1990 | 22     | Duitse Democratische Republiek |
| Klaus Sammer           | 11.11.1970 | 26.09.1973 | 17     | Duitse Democratische Republiek |
| Rainer Sachse          | 27.04.1977 | 12.07.1977 | 2      | Duitse Democratische Republiek |
| Peter Kotte            | 21.04.1976 | 19.11.1980 | 21     | Duitse Democratische Republiek |
| Stanislav Tsjertsjesov | 28.07.1993 | 07.06.1995 | 11     | Rusland                        |
| Gert Heidler           | 19.11.1975 | 19.04.1978 | 12     | Duitse Democratische Republiek |
| Dieter Riedel          | 27.03.1974 | 19.04.1978 | 4      | Duitse Democratische Republiek |
| Frank Richter          | 02.02.1971 | 18.02.1973 | 7      | Duitse Democratische Republiek |
| Johny Ekström          | 08.03.1995 | 08.03.1995 | 1      | Zweden                         |
| Hans-Uwe Pilz          | 08.09.1982 | 12.04.1989 | 35     | Duitse Democratische Republiek |
| Matthias Döschner      | 26.01.1982 | 15.11.1989 | 40     | Duitse Democratische Republiek |
| Hans-Jürgen Dörner     | 22.06.1969 | 18.05.1985 | 100    | Duitse Democratische Republiek |
| Matthias Müller        | 07.05.1980 | 19.11.1980 | 4      | Duitse Democratische Republiek |
| Klaus Müller           | 27.10.1976 | 17.11.1976 | 2      | Duitse Democratische Republiek |
| Steffen Büttner        | 28.03.1990 | 25.04.1990 | 3      | Duitse Democratische Republiek |
| Zlatko Dedič           | 10.08.2011 | 19.11.2013 | 6      | Slovenië                       |
| Ralf Minge             | 13.04.1983 | 12.04.1989 | 36     | Duitse Democratische Republiek |

### Trainers
- Ruud Kaiser
- Markus Kauczinski
- Peter Pacult
- Cor Pot
- Klaus Sammer
- Hartmut Schade

Arminia Bielefeld ·
VfL Bochum · 
Eintracht Braunschweig ·
Darmstadt 98 ·
Dynamo Dresden ·
Fortuna Düsseldorf ·
SV Elversberg ·
Greuther Fürth ·
Hannover 96 ·
Hertha BSC · 
1. FC Kaiserslautern ·
Karlsruher SC ·
Holstein Kiel ·
1. FC Magdeburg ·
SC Preußen Münster ·
1. FC Nürnberg ·
SC Paderborn ·
FC Schalke 04 ·
VfB Fortuna Chemnitz ·
FV Dresden 06 ·
SC Borea Dresden ·
Dresdner SC ·
Dynamo Dresden-II ·
SV Lipsia 93 Eutritzsch ·
SC Freital-II ·
SV Tapfer 06 Leipzig ·
SSV Markranstädt ·
FC Oberlauzits Neugersdorf ·
VfL Pirna-Copitz ·
SG Handwerk Rabenstein ·
Reichenbacher FC ·
BSG Stahl Riesa ·
SG Taucha ·
SV Tanne Thalheim